# Brits PGA Kampioenschap 2014
Het Brits PGA Kampioenschap is na de vier Majors het belangrijkste golftoernooi van de Europese PGA Tour. In 2014 is het de 40ste editie van dit toernooi en de 10de keer dat BMW de titelsponsor is.
Het toernooi vond plaats van 22-25 mei op The Wentworth Club. Titelverdediger is de Italiaan Matteo Manassero, die in 2013 een play-off van vier holes moest spelen om zijn eerste Major te winnen.

## Pro-Am
Voorafgaand aan het toernooi wordt een Pro-Am georganiseerd waaraan bekende mensen uit de sport- en entertainment-wereld meedoen. Dit jaar staan onder meer de volgende mensen op de lijst:
Sporters
- Voetbal: David Ginola, Glen Hoddle, Matt Le Tissier, Daniele Massaro, Jamie Redknapp, John Arne Riise, Peter Schmeichel, Teddy Sheringham, Andrij Sjevtsjenko en Gianfranco Zola, die de Pro-Am in 2013 met zijn landgenoot Matteo Manassero won.
- Cricket: Sir Ian Botham, Alan Lamb, Brian Lara en Andrew Strauss
- Curling: Eve Muirhead
- Roeien: Matthew Pinsent en Sir Steve Redgrave
- Rugby: Ben Foden, Chris Robshaw, Mike Tindall, Keith Wood en Sir Clive Woodward (World Cup 2003 coach),
- Tennis: Tim Henman en  Greg Rusedski
- Formule 1: Mick Fitzgerald, Damon Hill, Carl Llewellyn, AP McCoy en Tiff Needell.

Entertainment
- Zanger: Tom Chaplin
- Model: Jodie Kidd
- Musicus: Mike Rutherford
- Televisie: Anton Du Beke, Dan Walker, Mark Austin, Rishi Persad, Andrew Cotter, Jeremy Kyle, Steve Rider, Rob Bonnet en Michelinsterrenchef Jason Atherton

## PGA Kampioenschap
De par van de baan is 72.

### Ronde 1
Het toernooi is begonnen met een nieuw baanrecord. Thomas Bjørn, die negen jaar op Wentworth woonde, maakte een ronde van 62 en ging aan de leiding. Enkele minuten later werden de spelers van de baan gehaald omdat er onweer dreigde. Vrijdag moesten 33 spelers ronde 1 nog afmaken. Thomas Pieters moest toen alleen nog hole 18 spelen, en maakte daar een dubbelbogey.
Deze dag werd de "Black voor Mac"-dag genoemd. Veel spelers, caddies en Tour-officials droegen zwarte kleding ter herinnering aan Iain McGregor, de caddie die twee weken eerder tijdens het Madeira Open overleed.

### Ronde 2
's Middags veel regen. Bijna alle scores van 72 en minder waren van de spelers die vroeg waren gestart.
Daan Huizing eindigde 's ochtends met een birdie voor een totaalscore van +2, op dat moment was dat de 74ste plaats. Huizing moest dus uren wachten of hij daarmee de cut had gehaald. Toen Nicolas Colsaerts en Robert-Jan Derksen ook op +2 eindigden, was die score inmiddels de 66ste plaats en nadat Niclas Fasth een dubbel-bogey op hole 12 maakte, stonden ze eindelijk op nummer 64.
Thomas Pieters stond na negen holes al op +6 en eindigde op +9.
Club van 500
Robert Karlsson, in 2008 de nummer 1 van de Europese Tour, kreeg na afloop van zijn tweede ronde een zilveren ijsemmer omdat hij zijn 500ste toernooi speelde. Hij is de 26ste speler, de eerste Zweed en de zesde continentale Europeaan die deze mijlpaal haalde. 

### Ronde 3
Ronde 3 begon met drie uren vertraging omdat het 's nachts zo hard geregend had. Colsaerts sloeg als eerste pas om kwart over tien af. Bjørn bleef aan de leiding na een goede ronde van -5 met zeven birdies in de laatste negen holes. Joost Luiten had ook -5 en steeg naar de 4de plaats, maar  Bjørn heeft zeven slagen voorsprong op hem.

### Ronde 4
De bijna 24.000 toeschouwers kregen waar voor hun geld. Het was schitterend weer en de finale was spannend. In de laatste partij speelde Thomas Bjørn, die zijn overwinning al uit handen gaf op hole 6 waar hij een triple-bogey maakte. In de partij voor hem liepen Shane Lowry en Joost Luiten, die na tien holes op +2 stond en pas op hole 16 zijn eerste birdie maakte. En voor Luiten speelde Rory McIlroy, die een eagle op hole 4 maakte, met twee birdies eindigde en een score van 66 op zijn kaart noteerde. McIlroy moest wachten totdat de vier spelers achter hem binnen waren om zeker te weten dat hij had gewonnen. Het werd zijn zesde overwinning op de Europese Tour.
- Scores

| Naam               | R2D | OWGR | Score R1 | Score R1 | Nr   | Score R2 | Score R2 | Totaal | Nr  | Score R3 | Score R3 | Totaal | Nr  | Score R4 | Score R4 | Totaal | Nr  |
| ------------------ | --- | ---- | -------- | -------- | ---- | -------- | -------- | ------ | --- | -------- | -------- | ------ | --- | -------- | -------- | ------ | --- |
| Rory McIlroy       | 15  | 10   | 68       | -4       | T8   | 71       | -1       | -5     | T5  | 69       | -3       | -8     | T4  | 66       | -6       | -14    | 1   |
| Shane Lowry        | 165 | 142  | 64       | -8       | 2    | 70       | -2       | -10    | T1  | 73       | +1       | -9     | 3   | 68       | -4       | -13    | 2   |
| Thomas Bjørn       | 1   | 32   | 62       | -10      | 1    | 72       | par      | -10    | T1  | 67       | -5       | -15    | 1   | 75       | +3       | -12    | T3  |
| Luke Donald        | 65  | 19   | 71       | -1       | T37  | 67       | -5       | -6     | T3  | 68       | -4       | -10    | 2   | 70       | -2       | -12    | T3  |
| Joost Luiten       | 12  | 46   | 70       | -2       | T21  | 71       | -1       | -3     | T14 | 67       | -5       | -8     | T4  | 73       | +1       | -7     | T12 |
| Rafa Cabrera Bello | 33  | 104  | 65       | -7       | 3    | 73       | +1       | -6     | T3  | 73       | +1       | -5     | T15 | 71       | -1       | -6     | T16 |
| Jonas Blixt        | 7   | 35   | 68       | -4       | T8   | 71       | -1       | -5     | T5  | 72       | par      | -5     | T15 | 71       | -1       | -6     | T16 |
| Daan Huizing       | 149 | 229  | 72       | par      | T60  | 74       | +2       | +2     | T64 | 74       | +2       | +4     | T67 | 69       | -3       | +1     | T46 |
| Robert-Jan Derksen | 78  | 234  | 70       | -2       | T21  | 76       | +4       | +2     | T61 | 73       | +1       | +3     | T64 | 75       | +3       | +6     | T67 |
| Nicolas Colsaerts  | 74  | 116  | 77       | +5       | T130 | 69       | -3       | +2     | T64 | 72       | par      | +2     | T54 | 79       | +7       | +9     | T71 |
| Thomas Pieters     | 63  | 323  | 75       | +3       | T108 | 81       | +9       | +12    | MC  |          |          |        |     |          |          |        |     |

| Leider |  | Toernooirecord |  | MC = missed cut = cut gemist |  | R2D |  | OWGR |

## Spelers
| - Felipe Aguilar - Thomas Aiken - Kiradech Aphibarnrat - Matthew Baldwin - Seve Benson - Gaganjeet Bhullar - Thomas Bjørn - Richard Bland - Jonas Blixt - Grégory Bourdy - Kristoffer Broberg - Daniel Brooks - Rafa Cabrera Bello - François Calmels - Jorge Campillo - Alejandro Cañizares - Johan Carlsson - Magnus A. Carlsson - Darren Clarke - George Coetzee - Nicolas Colsaerts - Marco Crespi - Carlos Del Moral - Robert-Jan Derksen - Robert Dinwiddie - Chris Doak - Luke Donald (2011, 2012) - Jamie Donaldson - David Drysdale - Victor Dubuisson - Simon Dyson - Ernie Els - Nacho Elvira - Niclas Fasth - Darren Fichardt - Ross Fisher - Tommy Fleetwood - Mark Foster - Stephen Gallacher - Sergio García - Ricardo Gonzalez - Branden Grace - Richard Green - Emiliano Grillo | - JB Hansen - Søren Hansen - Peter Hanson - Padraig Harrington - Grégory Havret - Tyrrell Hatton - Michael Hoey - David Horsey - David Howell (2006) - Daan Huizing - Mikko Ilonen - Raphaël Jacquelin - Thongchai Jaidee - Scott Jamieson - Jin Jeong - Miguel Angel Jiménez (2008) - Roope Kakko - Shiv Kapur - Robert Karlsson - Martin Kaymer - Simon Khan (2010) - Maximilian Kieffer - Sihwan Kim - Søren Kjeldsen - Brooks Koepka - Jbe' Kruger - Pablo Larrazábal - Paul Lawrie - Peter Lawrie - Craig Lee - Thomas Levet - Alexander Levy - Tom Lewis - José-Filipe Lima - Shane Lowry - Joost Luiten - David Lynn - Morten Ørum Madsen - Matteo Manassero (2013) - Gareth Maybin - Paul McGinley - Damien McGrane - Rory McIlroy | - Jamie McLeary - Edoardo Molinari - Francesco Molinari - Garth Mulroy - Matthew Nixon - Alex Norén - Thorbjørn Olesen - Adrian Otaegui - Hennie Otto - John Parry - Andrea Pavan - Eddie Pepperell - Ian Poulter - Julien Quesne - Alvaro Quiros - Richie Ramsay - Victor Riu - Eduardo de la Riva - Robert Rock - Justin Rose - Brett Rumford - Ricardo Santos - Charl Schwartzel - Marcel Siem - Jeev Milkha Singh - Lee Slattery - Henrik Stenson - Graeme Storm - Andy Sullivan - Simon Thornton - Peter Uihlein - Dawie Van der Walt - Anthony Wall - Justin Walters - Paul Waring - Marc Warren - Romain Wattel - Lee Westwood - Peter Whiteford - Bernd Wiesberger - Danny Willett - Chris Wood - Fabrizio Zanotti | Britse Order of Merit - Mark Hooper - Jason Levermore - Matt Ford - Ian Ellis - Graham Fox - Chris Kelly - Matthew Cort - Damian Mooney - Liam Bond - Greig Hutcheon Voormalige winnaars - Scott Drummond (2004) - Anders Hansen (2002, 2007) - José María Olazabal (1994) Invitaties - Johan Edfors - Richard Finch - Oliver Fisher - Retief Goosen - Masahiro Kawamura - Thomas Pieters - Phillip Price |